# Bataille de la colline 609
Campagne de Tunisie de la Seconde Guerre mondiale
Batailles
- Course pour Tunis
- Ligne Mareth
- Sidi Bouzid
- Kasserine
- Sejnane
- Ochsenkopf
- Capri
- Ksar Ghilane
- Pugilist
- El Guettar
- Wadi Akarit
- Longstop Hill
- Hill 609
- Vulcan
- Flax
- Retribution
- Strike

La bataille de la colline 609 est un affrontement qui s'est déroulé à Djebel Tahent, dans le nord-ouest de la Tunisie pendant la campagne de Tunisie de la Seconde Guerre mondiale. Les protagonistes se disputaient le contrôle de la hauteur stratégique clé « Hill 609 » et ses environs entre les forces américaines du IIe corps et les unités allemandes de l'Afrikakorps. La bataille s'est avérée être une expérience formatrice pour les forces américaines — qui vit leur première victoire nette de la campagne, et fut qualifiée de « passage à l'âge adulte de l'armée américaine, ».

## Bataille
Fin avril 1943, la colline 609 était la clé de la ligne défensive allemande face au IIe corps, commandé par le major général Omar Bradley. Le général allemand Hans-Jürgen von Arnim utilisa la colline pour les tirs d'artillerie et l'observation. Depuis celle-ci, les Allemands pouvaient également empêcher le mouvement à la fois de la 1re division d'infanterie, commandée par le major-général Terry Allen, au sud et de la 9e division d'infanterie, commandée par le major-général Manton Eddy, au nord. La colline 609 était considérée comme l'un des objectifs les plus difficiles de Tunisie, non seulement protégée par des pentes abruptes et de l'artillerie, mais aussi par le feu des hauteurs voisines, ce qui donna aux Allemands un feu croisé sur les pentes qui y menaient. Après avoir rejeté la proposition d'un contournement de la montagne, Bradley ordonna à la 34e division d'infanterie, commandée par le major-général Charles W. Ryder, de prendre la colline. Après de violents combats et de lourdes pertes, la 34e division parvint à atteindre l'objectif le 30 avril et, le lendemain, repoussa plusieurs contre-attaques allemandes. 